# Karl J. Friston
Karl John Friston (York, 12 luglio 1959) è un neuroscienziato inglese.
Lavora presso l'University College di Londra ed è un'autorità nel campo del neuroimaging. È conosciuto il ambito neuroscientifico come il principale sostenitore del principio dell'energia libera e della teoria del predictive coding.

## Formazione
Friston ha studiato scienze naturali (fisica e psicologia) all'Università di Cambridge nel 1980, e ha completato i suoi studi di medicina al King's College Hospital di Londra.
Friston si è successivamente specializzato come psichiatra presso l'Università di Oxford, ed è attualmente Professore di Neuroscienze presso lo University College di Londra. Attualmente è un Wellcome Trust Principal Fellow e Direttore Scientifico del Wellcome Trust Center per il neuroimaging. Ricopre inoltre un incarico come consulente onorario presso l'Ospedale Nazionale di Neurologia e Neurochirurgia. Ha sviluppato la mappatura parametrica statistica (SMP) : l'SPM ad oggi è uno standard internazionale per l'analisi dei dati di imaging e si basa sul modello generale lineare e sulla teoria dei campi casuali. Nel 1994 il suo gruppo ha sviluppato la morfometria basata sui voxel. La VBM rileva differenze neuroanatomiche e viene utilizzato in ambito clinico e come sostituto degli studi genetici.
Questi contributi tecnici sono stati motivati dalla ricerca sulla schizofrenia e dagli studi teorici su value-learning (insieme a Gerry Edelman). Nel 1995, il loro lavoro è stato formulato come "l'ipotesi della disconnessione della schizofrenia" (con Chris Frith). Nel 2003, ha inventato la modellazione causale dinamica (DCM), che viene utilizzata per dedurre l'architettura di sistemi come il cervello. I contributi matematici includono il filtraggio variazionale (generalizzato) e la massimizzazione dinamica dell'aspettativa (DEM), che sono metodi bayesiani variazionali per l'analisi di serie temporali. Friston attualmente lavora su modelli di integrazione funzionale nel cervello umano e sui principi che stanno alla base delle interazioni neuronali. Il suo principale contributo alla neurobiologia teorica è il principio dell'energia libera (inferenza attiva nel cervello bayesiano). Friston è uno dei più influenti scienziati a livello mondiale, ad agosto 2021 l'h-index di Karl Friston è di 247.
Nel 2020 è diventato membro dell'Independent SAGE, un'alternativa indipendente all'organo consultivo ufficiale del governo della Gran Bretagna sulla pandemia di COVID-19, il Scientific Advisory Group for Emergencies . Ha lavorato sull'applicazione della sua tecnica di modellazione causale dinamica e ad un approccio alternativo alla modellazione della pandemia. Il 7 aprile 2021 il Daily Telegraph ha pubblicizzato il suo lavoro prevedendo che il Regno Unito avrebbe raggiunto l'immunità di gregge il 12 aprile 2021, con un risultato significativamente diverso rispetto ad altri modelli accademici di pandemia.

## Premi e riconoscimenti
Nel 1996, Friston ha ricevuto il primo Young Investigators Award in Human Brain Mapping ed è stato eletto Fellow dell'Academy of Medical Sciences (1999) in riconoscimento ai suoi contributi alle scienze biomediche. Nel 2000 è stato Presidente dell'Organizzazione internazionale per la mappatura del cervello umano. Nel 2003 è stato insignito del Minerva Golden Brain Award ed è stato eletto Fellow of the Royal Society, nel 2006 e ha ricevuto una Collège de France Medal nel 2008. Nel 2011 ha ricevuto un dottorato onorario dall'Università di York ed è diventato Fellow of the Society of Biology.
Karl Friston ha aperto la strada e sviluppato la singola tecnica ad oggi più potente per analizzare i risultati degli studi di imaging cerebrale e svelare i modelli di attività corticale e la relazione tra le diverse aree corticali. Attualmente oltre il 90% degli articoli pubblicati nell'imaging cerebrale utilizza il suo metodo (SPM o Statistical Parametric Mapping) e questo approccio sta trovando applicazioni sempre più diverse, ad esempio, nell'analisi dei dati EEG e MEG. Il suo metodo ha rivoluzionato gli studi sul cervello umano e ha fornito profonde intuizioni sul suo funzionamento. Nessuno ha avuto un'influenza così grande come Friston sullo sviluppo degli studi sul cervello umano negli ultimi venticinque anni.